# Libero Grande
Libero Grande es un videojuego de fútbol desarrollado por Namco. Se publicó para máquinas recreativas en 1997, y un año después se lanzó una adaptación para PlayStation en 1998 que incluía nuevas opciones.
A diferencia de otros simuladores deportivos, en Libero Grande solo se puede controlar a un futbolista que debe moverse entre líneas, mantener la posición y generar ocasiones. El videojuego hace referencia a la figura del líbero, un defensa sin marcaje ni zona concreta asignada que puede sumarse al ataque.

## Características
Libero Grande es un simulador de fútbol real donde se asume el papel de un único futbolista, sin controlar al resto del equipo. El jugador asume un papel clave y puede desempeñarse en todas las posiciones del campo, a excepción de la portería, con total libertad. De este modo, puede pedir que le pasen el balón y se encarga de repartir juego entre sus compañeros. La perspectiva es en tercera persona, y se centra solo en el futbolista controlado.
Cada futbolista tiene tres parámetros que determinan su estilo de juego: velocidad, potencia de disparo y habilidades con el balón. Hay 20 futbolistas disponibles, pero en la versión de consola se incluyeron 10 personajes ocultos más, que se pueden desbloquear si se consiguen unos objetivos. Todos los jugadores son réplicas de deportistas reales, con nombres falsos o modificados. De este modo, Raimundo es una réplica de Ronaldo mientras que Zenon Zadkine es Zinedine Zidane. Después de elegir al jugador, se escoge la selección internacional entre un total de 32 combinados.

## Modos de juego

### Torneos
La versión original de recreativas cuenta con el modo de exhibición y un único torneo llamado "Arcade" de cinco partidos que simulan un torneo internacional: primera fase, segunda fase, cuartos de final, semifinales y final. Para pasar de ronda solo vale la victoria; en caso de empate o derrota, se retomará desde el último encuentro disputado.
La versión de consola incluye dos torneos más. El primero es el torneo "International Cup", muy similar a la Copa Mundial de Fútbol con una fase de grupos y ronda eliminatoria. A diferencia del modo Arcade, el desempate en las fases finales se resuelve con una prórroga. El otro modo es la "World League", que permite crear una liga de fútbol con un máximo de ocho clubes.

### Challenge 9
El modo "Challenge 9" es exclusivo para consola y consiste en nueve fases que ponen a prueba la habilidad del jugador a la hora de correr con el balón, disparar a portería o lanzar faltas. Con cada fase superada se suman puntos que permiten desbloquear jugadores. Además, cada una tiene un récord que puede superarse.

## Repercusión
Gracias a las ventas de la primera edición, Namco lanzó una segunda parte para el mercado japonés y europeo en el año 2000, llamada Libero Grande International. El juego mantenía la mecánica de la primera parte con algunas diferencias: se incluyeron nuevos modos de juego, se pulió el apartado gráfico y se podía jugar también como portero. Fue la última entrega de la saga.
La idea de Libero Grande fue adaptada años después por las principales series de videojuegos de fútbol. EA Sports incluyó en la saga FIFA la posibilidad de jugar con un único futbolista en el modo Be a Pro a partir de su entrega FIFA 08, mientras que Konami hizo lo propio en Pro Evolution Soccer, a partir de 2009.